# Temnaspis lugubris
Temnaspis lugubris es una especie de coleóptero de la familia Megalopodidae.

## Distribución geográfica
Habita en Madagascar.